# Hazmburk
Hazmburk (in tedesco Hasenburg) è una montagna della Repubblica Ceca alta 418 metri sul livello del mare, su cui si trovano le rovine del castello omonimo.